# Championnat d'Allemagne de rugby à XV 1999-2000
Navigation
1. Bundesliga 1998-1999 1. Bundesliga 2000-2001
Le championnat d'Allemagne de rugby à XV 1999-2000 ou 1. Bundesliga 1999-2000 est une compétition de rugby à XV qui oppose les 12 meilleurs clubs allemands. La compétition commence à l'automne 1999 et se termine par une finale en juillet 2000.
La 1re phase de la compétition se déroule à l'automne 1999, sous la forme d'un championnat avec 2 poules composées de 6 équipes, avant de reprendre au printemps 2000, suivie d'une finale en match aller-retour.

## Équipes participantes
Les douze équipes sont réparties de la manière suivante :
| 1. Bundesliga Nord/Est - TSV Victoria Linden - Berlin RC - SC Germania List - VfR Döhren 06 (de)/Schwalbe (de) - DRC Hannover - DSV 78 Hanovre | 1. Bundesliga Sud/Ouest - SC Neuenheim - RG Heidelberg - TSV Handschuhsheim - Heidelberger RK - RK Heusenstamm - ASV Cologne |

## 1. Bundesliga Nord/Est
| Hanovre : · VfR Döhren 06 (de) · DSV 78 Hanovre · DRC Hannover · SC Germania List · Berliner RC TSV Linden Hanovre |

| Équipe                           | Stade               | Capacité | Ville          |
| -------------------------------- | ------------------- | -------- | -------------- |
| DSV 78 Hanovre                   | Erika-Fisch-Stadion |          | Hanovre        |
| DRC Hannover                     | -                   |          | Hanovre        |
| SC Germania List                 | Sportgaststätte     |          | Hanovre        |
| Berlin RC                        | -                   |          | Berlin         |
| TSV Victoria Linden              | -                   |          | Hanovre-Linden |
| VfR Döhren 06 (de)/Schwalbe (de) | -                   |          | Hanovre        |

### Classement
| Rang | Club                | J  | V | N | D | Bo | Bd | Pm  | Pe  | Diff | Pts |
| ---- | ------------------- | -- | - | - | - | -- | -- | --- | --- | ---- | --- |
| 1    | DRC Hannover (T)    | 10 | 7 | 0 | 3 | 0  | 0  | 637 | 76  | +561 | 28  |
| 2    | TSV Victoria Linden | 10 | 6 | 0 | 4 | 1  | 0  | 269 | 174 | +95  | 25  |
| 3    | DSV 78 Hanovre      | 10 | 5 | 0 | 5 | 0  | 0  | 199 | 210 | -11  | 20  |
| 4    | SC Germania List    | 10 | 4 | 0 | 6 | 1  | 0  | 213 | 287 | -74  | 17  |
| 5    | Berlin RC           | 10 | 3 | 0 | 7 | 3  | 0  | 101 | 336 | -235 | 15  |
| 6    | VfR Döhren/Schwalbe | 10 | 2 | 0 | 8 | 3  | 0  | 63  | 389 | -326 | 11  |

|  | Qualifiés pour le Meisterschaftrunde (no 1, no 2, no 3). |
|  | T : tenant du titre                                      |

Attribution des points : victoire sur tapis vert : 5, victoire : 4, match nul : 2, défaite : 0, forfait : -2 ; plus les bonus (offensif : 4 essais marqués ; défensif : défaite par 7 points d'écart ou moins).

## 1. Bundesliga Sud/Ouest
| Heidelberg : · Heidelberger RK · RG Heidelberg · Heidelberg Neuenheim Handschuhsheim Cologne Heusenstamm |

| Équipe             | Stade                                | Capacité | Ville          |
| ------------------ | ------------------------------------ | -------- | -------------- |
| Heidelberger RK    | Sportgelände an der Speyererstraße   | 1 500    | Heidelberg     |
| SC Neuenheim       | Museumsplatz an der Tiergartenstraße | 3 000    | Neuenheim      |
| TSV Handschuhsheim | -                                    |          | Handschuhsheim |
| RG Heidelberg      | Fritz-Grunebaum-Sportpark            | 3 500    | Heidelberg     |
| RK Heusenstamm     | Sportzentrum Martinsee               |          | Heusenstamm    |
| ASV Cologne        | Olympiaweg 3                         |          | Cologne        |

### Classement
| Rang | Club               | J  | V | N | D | Bo | Bd | Pm  | Pe  | Diff | Pts |
| ---- | ------------------ | -- | - | - | - | -- | -- | --- | --- | ---- | --- |
| 1    | TSV Handschuhsheim | 10 | 7 | 0 | 3 | 2  | 0  | 408 | 113 | +295 | 30  |
| 2    | SC Neuenheim       | 10 | 6 | 0 | 4 | 1  | 0  | 242 | 118 | +124 | 25  |
| 3    | RG Heidelberg      | 10 | 6 | 0 | 4 | 0  | 0  | 311 | 126 | +185 | 24  |
| 4    | ASV Cologne        | 10 | 4 | 0 | 6 | 2  | 0  | 162 | 280 | -118 | 18  |
| 5    | Heidelberger RK    | 10 | 3 | 0 | 7 | 2  | 0  | 152 | 257 | -105 | 14  |
| 6    | RK Heusenstamm     | 10 | 2 | 0 | 8 | 1  | 0  | 101 | 483 | -382 | 9   |

|  | Qualifiés pour le Meisterschaftrunde (no 1, no 2, no 3). |

Attribution des points : victoire sur tapis vert : 5, victoire : 4, match nul : 2, défaite : 0, forfait : -2 ; plus les bonus (offensif : 4 essais marqués ; défensif : défaite par 7 points d'écart ou moins).

## Meisterschaftrunde
| Rang | Club                | J  | V | N | D | Bo | Bd | Pm  | Pe  | Diff | Pts |
| ---- | ------------------- | -- | - | - | - | -- | -- | --- | --- | ---- | --- |
| 1    | DRC Hannover        | 10 | 7 | 0 | 3 | 2  | 0  | 355 | 119 | +236 | 30  |
| 2    | TSV Victoria Linden | 10 | 5 | 0 | 5 | 2  | 0  | 166 | 133 | +33  | 22  |
| 3    | SC Neuenheim        | 10 | 5 | 0 | 5 | 2  | 0  | 145 | 162 | -17  | 22  |
| 4    | DSV 78 Hanovre      | 10 | 4 | 0 | 6 | 2  | 0  | 153 | 192 | -39  | 18  |
| 5    | RG Heidelberg       | 10 | 3 | 0 | 7 | 2  | 0  | 155 | 201 | -46  | 14  |
| 6    | TSV Handschuhsheim  | 10 | 3 | 0 | 7 | 2  | 0  | 128 | 293 | -165 | 14  |

|  | Qualifiés pour la finale (no 1, no 2). |

Attribution des points : victoire sur tapis vert : 5, victoire : 4, match nul : 2, défaite : 0, forfait : -2 ; plus les bonus (offensif : 4 essais marqués ; défensif : défaite par 7 points d'écart ou moins).

## Finale
La finale se déroule en match aller-retour les 8 et 16 juillet 2000.
| Club         | Total   | Club                | Match aller | Match retour |
| DRC Hannover | 79 - 15 | TSV Victoria Linden | 3 - 34      | 45 - 12      |

## Particularité
Le match du tour final du 27 mai 2000 entre le DRC Hannover et le SC Neuenheim (21 à 14) désigne également le vainqueur de la DRV Supercup. Le DRC Hannover était champion en 1999 et le SC Neuenheim, vainqueur de la DRV-Pokal la même année.